# Cycas micronesica
Cycas micronesica K.D. Hill, 1994 è una pianta appartenente alla famiglia delle Cycadaceae, endemica della Micronesia.

## Descrizione
È una cicade con fusto arborescente, alto sino a 8-12 m e con diametro di 14-25 cm.

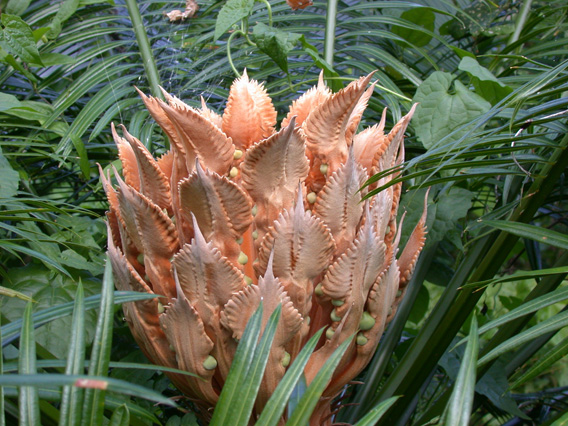
Macrosporofilli femminili

Le foglie, pennate, lunghe 160 cm, sono disposte a corona all'apice del fusto e sono rette da un picciolo lungo 35-40 cm; ogni foglia è composta da 130-140 paia di foglioline lanceolate, con margine leggermente ricurvo, lunghe mediamente 26 cm, di colore verde scuro, inserite sul rachide con un angolo di 80°.
È una specie dioica con esemplari maschili che presentano microsporofilli disposti a formare strobili terminali di forma fusoidale, lunghi 40 cm e larghi 8 cm ed esemplari femminili con macrosporofilli che si trovano in gran numero nella parte sommitale del fusto, con l'aspetto di foglie pennate che racchiudono gli ovuli, in numero di 2-6.  
I semi sono grossolanamente ovoidali, lunghi 60 mm, ricoperti da un tegumento di colore arancio-marrone.

## Distribuzione e habitat
L'epiteto specifico micronesica fa riferimento alla sua diffusione in Micronesia, nelle Marianne e nelle Caroline occidentali.

Prospera nelle foreste chiuse su calcare corallino o sabbia corallina, occasionalmente su terreni vulcanici quando presenti.

## Conservazione
La IUCN Red List classifica C. micronesica come specie in pericolo di estinzione (Endangered).

La specie è inserita nella Appendice II della Convention on International Trade of Endangered Species (CITES).